# MonoDevelop
MonoDevelop是個適用於Linux、Mac OS X和Microsoft Windows的開放原始碼整合開發環境，主要用來開發Mono與.NET Framework軟體。MonoDevelop整合了很多Eclipse與Microsoft Visual Studio的特性，像是Intellisense、版本控制還有GUI與Web設計工具。另外還整合了GTK#GUI設計工具（叫做Stetic）。目前支援的語言有Python、Vala、C♯、Java、BOO、Nemerle、Visual Basic .NET、CIL、C與C++。

## 歷史
在2003年後期，部份Mono社群的開發者開始移植SharpDevelop到Linux上（SharpDevelop是個成功的.NET開放原始碼整合開發環境），將原本以System.Windows.Forms為基礎的代碼改為使用GTK#。也由於是由SharpDevelop分支出來，所以MonoDevelop大致上的架構與SharpDevelop相同，不過時至今日，其實已經完全脫勾了。
MonoDevelop幾乎都以Mono專案為主，目前由Novell與Mono社群維護。

## 在非Linux平台上
MonoDevelop也可以在Windows跟Mac OS X平台上執行。但並不是一開始就可以的，而是到2.2之後才正式可以。MonoDevelop的Mac OS X版本裡包含了Mono的安裝程式，但卻因為原生OS X平台GTK的拖拉問題而沒有包含Stetic視覺化設計工具。Mono也提供了給執行在SPARC上的Solaris 8套件包，給OpenSolaris用的套件包則只由OpenSolaris社群裡的群組提供。在FreeBSD上，同樣地是由FreeBSD社群提供支援。

## 外部連結
- 官方网站